# Culicoides impunctatus
Culicoides impunctatus is een muggensoort uit de familie van de knutten (Ceratopogonidae).

## Kenmerken
De beet van de vrouwtjes veroorzaakt veel pijn.

## Verspreiding en leefgebied
Deze soort komt voor in Europese veengebieden. Voornamelijk in Schotland zijn deze midges berucht.